# UNIFIL
La Forza di Interposizione in Libano delle Nazioni Unite (in inglese United Nations Interim Force in Lebanon, in arabo قوة الأمم المتحدة المؤقتة في لبنان‎?; acronimo UNIFIL in arabo يونيفيل) è una forza militare di interposizione dell'ONU, creata il 19 marzo 1978 con le risoluzioni 425 e 426 del Consiglio di Sicurezza delle Nazioni Unite.
Il mandato è stato rinnovato più volte, dal 1982, in seguito al ritiro delle truppe israeliane dal Libano del 2000 e in occasione dell'intervento israeliano in Libano del 2006.
Da allora il mandato dell'UNIFIL viene rinnovato annualmente dal Consiglio di sicurezza delle Nazioni Unite e il suo finanziamento è approvato su base annuale dall'Assemblea Generale. Il mandato è stato rinnovato, con la risoluzione 2749 del Consiglio di Sicurezza, fino al 31 agosto 2025, "determinando che la situazione in Libano continua a costituire una minaccia alla pace e alla sicurezza internazionale".

## Storia

### Primo intervento
In seguito alla guerra contro Israele da parte del Libano e alla vittoria da parte di esso di una fascia del territorio libanese sino al fiume Litani, furono inviati i caschi blu dell'ONU allo scopo di creare una fascia di sicurezza ben all'interno del territorio libanese così da tenere i suoi villaggi frontalieri fuori dal raggio d'azione dell'artiglieria, che con attacchi ripetuti causava molte perdite fra i civili.

### Secondo intervento
Nel corso della guerra del Libano del 1982, fu raggiunto un accordo e forze militari di pace statunitensi, francesi e italiane (Missione Italcon) garantirono ai membri dell'OLP di trovare rifugio negli Stati arabi confinanti. 

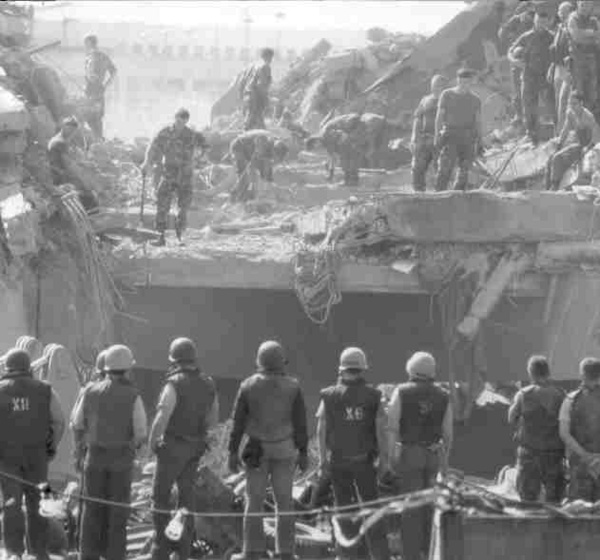
Le rovine della base USA dopo l'attentato che nel 1983 provocò la morte di 241 marines

Questa forza di pace fu nota come Forza Multinazionale in Libano. Philip Habib, l'inviato del presidente degli USA Ronald Reagan in Libano, garantì all'OLP che i civili palestinesi nei campi profughi non sarebbero stati nuovamente armati.
Il 23 ottobre 1983 un duplice attentato dinamitardo da parte di Hezbollah alle basi della forza multinazionale causò la morte di 241 marines statunitensi e 56 soldati francesi, in gran parte della Legione straniera. Questo causò il ritiro pochi mesi dopo delle truppe di pace, con il contingente italiano che si ritirò nel marzo 1984, lasciando il Libano in una strisciante guerra civile.

### Terzo intervento
Nel 2000 in seguito al ritiro delle truppe israeliane dal Libano, l'ONU approvò una risoluzione per l'invio di caschi blu come forza d'interposizione, per riprendere lungo la "Linea blu" (linea di ritiro identificata dalle Nazioni Unite per le forze di difesa israeliane) e le aree adiacenti, dove l'UNIFIL ha cercato di mantenere il cessate il fuoco attraverso pattugliamenti, osservazione da posizioni fisse e stretto contatto tra le forze libanesi e IDF, oltre a fornire assistenza umanitaria alla popolazione locale.  

### Quarto intervento
A seguito del conflitto israelo-libanese del 2006, vi è stata una nuova risoluzione (la 1701) che dispone, fra le altre, una nuova forza di interposizione. 

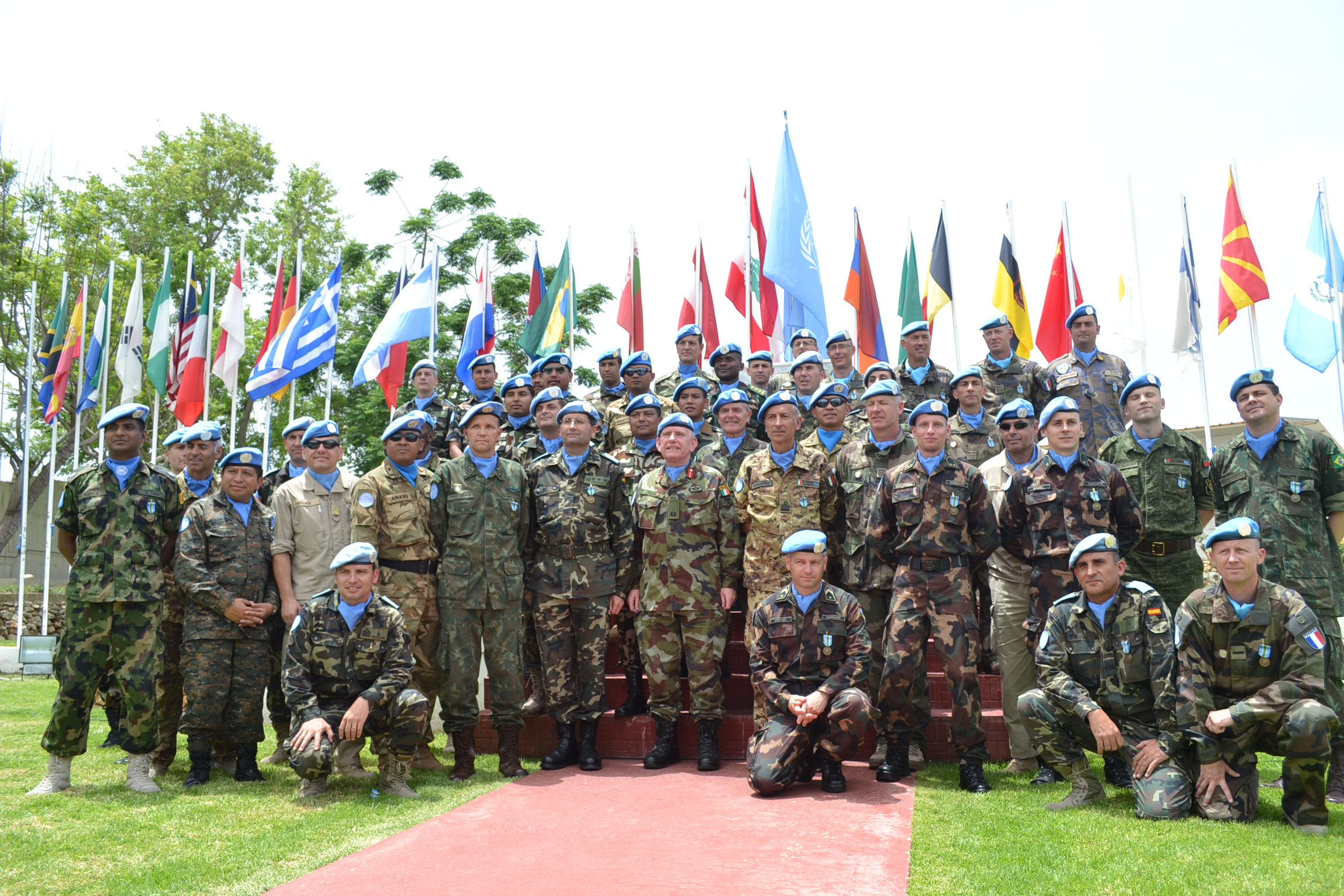
Cerimonia del 2013 con i rappresentanti dei 37 contingenti nazionali in UNIFIL

Dopo la guerra del 2006, il Consiglio di sicurezza delle Nazioni Unite ha rafforzato l'UNIFIL e ha deciso che, oltre al mandato originale, deve controllare, tra l'altro, la cessazione delle ostilità, accompagnare e sostenere le forze armate libanesi mentre si schierano in tutto il Sud del Libano, ed estendere la sua assistenza per contribuire a garantire l'accesso umanitario alle popolazioni civili e il ritorno volontario e sicuro degli sfollati.
L'Italia è tornata attiva in UNIFIL dal 2 settembre 2006 con l'operazione Leonte quando una forza da sbarco della marina italiana è approdata a Tiro. Nello stesso anno è stata sostituita da unità dell'Esercito italiano.
Dal 2014 al 2016 la missione è stata comandata dal generale italiano Luciano Portolano. Dall'agosto 2018 fino al febbraio 2022 alla guida della missione UNIFIL è stato il generale italiano Stefano Del Col.
Nell'ottobre 2024 l'esercito israeliano ha colpito alcune installazioni presso basi della missione UNIFIL nel Sud del Libano, andando a ferire le unità militari italiane.